# Illice batialis
Illice batialis är en fjärilsart som beskrevs av Walker 1859. Illice batialis ingår i släktet Illice och familjen björnspinnare. Inga underarter finns listade i Catalogue of Life.